# 乔治·鲁德
乔治·弗雷德里克·艾略特·鲁德（George Frederick Elliot Rudé，1910年2月8日—1993年1月8日）是英国著名的马克思主义历史学家和社会历史学家，主要研究法国大革命和“下层史”，尤其是群众在历史中发挥的重要性。

## 作品
法国大革命中的群众（The Crowd in the French Revolution）